# Route nationale 345
Pour les articles homonymes, voir Route 345.
La route nationale 345, ou RN 345, était une route nationale française reliant Béthune à Halluin et à Menin. À la suite de la réforme de 1972, la RN 345 a été déclassée en RD 945. Un nouveau tracé, évitant les traversées d'agglomérations entre Le Bac-Saint-Maur (Sailly-sur-la-Lys) et la Deûle a été mis en service. De ce fait, l'ancien tracé a été renuméroté RD 945A.

## Ancien tracé de Béthune à Menin

### Ancien tracé de Béthune à Armentières (D 945 & D 945a)
- Béthune D 945 (km 0)
- Essars (km 1)
- Locon (km 4)
- L'Embranchement, commune de La Couture (km 6)
- Le Pont d'Agronsart, commune de La Couture (km 7)
- Lestrem (km 10)
- La Gorgue (km 12)
- Estaires (km 15)
- Nouveau-Monde, commune de La Gorgue (km 17)
- Sailly-sur-la-Lys D 945 (km 19)
- Erquinghem-Lys D 945a (km 24)
- Armentières D 945a (km 29)

### Ancien tracé d'Armentières à Halluin et à Menin (D 945a & D 945)
- Armentières D 945a (km 29)
- Houplines (km 31)
- Frelinghien D 945a (km 35)
- Deûlémont D 945 (km 37)
- Comines (km 42)
- Wervicq-Sud (km 46)
- Bousbecque (km 48)
- Halluin D 945 (km 51)
- Menin  Belgique N 32b (km 52)